# Renzo Michelini
Renzo Michelini (Rovereto, 14 maggio 1940) è un politico italiano.

## Biografia
Dal 1984 al 1989 è stato sindaco di Rovereto.
Esponente della Civica Margherita, dal 2001 al 2006 è stato senatore per il collegio uninominale di Rovereto, aderendo al gruppo parlamentare Per le Autonomie.